# Minecraft: The Story of Mojang
Minecraft: The Story of Mojang är en amerikansk dokumentärfilm om spelföretaget Mojang och deras utveckling av spelet Minecraft inspelad 2012. Filmen innehåller intervjuer med bland annat Markus Persson, The Yogscast och Peter Molyneux.
Filmen använder intervjuer med nyckelpersoner inom företaget, inklusive Markus Persson (Notch) och Jens Bergensten (Jeb), samt uttalanden från personer involverade i spelindustrin och spelare som djupt påverkats av spelet. Filmen produceras av 2 Player Productions och finansierades genom en Kickstarter-kampanj.
Filmen hade premiär på Xbox Live den 22 december 2012 och var tillgänglig för nedladdning och streaming nästa dag. 2 Player Productions laddade även upp dokumentären på torrentsidan The Pirate Bay, men uppmanade samtidigt människor att överväga att köpa filmen.

## Innehåll
Dokumentären följer utvecklaren av Minecraft, Mojang, genom processen med att utveckla videospelsprodukten. Filmen inkluderar även åsikter från många personer inom spelindustrin för att diskutera inflytandet av Minecrafts popularitet. Intervjuerna med Persson och andra anställda på Mojang ger en inblick i skapandet och expansionen av studion.

## Musik
Filmens musik är skapad av C418 som även har gjort musiken till Minecraft. All musik i filmen kommer från albumet One.